# Tatort: Tödliche Flut
Tödliche Flut ist ein Fernsehfilm aus der Krimireihe Tatort. Der vom NDR produzierte Beitrag wurde am 24. Januar 2021  im Ersten ausgestrahlt. Es ist die 1154. Folge der Reihe und der 14. Fall von Kriminalhauptkommissar Thorsten Falke.

## Handlung
Die investigative Journalistin Imke Leopold überlebt einen vermeintlichen Anschlag auf ihr Leben nur mit Glück. Die Würgemale an ihrem Hals können zunächst nur so gedeutet werden. Sie hatte Thorsten Falke, den sie aus einer früheren Beziehung kennt, zuvor vergeblich um Unterstützung bei der Aufklärung eines möglicherweise illegalen groß angelegten Gentrifizierungs- und Bauspekulationsprojekts auf Norderney gebeten. „Jedes freie Feld wird gekauft, und die alten Norderneyer müssen wegziehen“, sagt sie. Aufgrund der Bedrohung ihres Lebens macht sich Falke mit seiner Kollegin Grosz dann doch auf den Weg nach Norderney. Nach Leopolds Aussagen hatte der Täter eine Motorradmontur getragen. Da er einen Helm trug, konnte sie sein Gesicht im Dunkeln nicht erkennen. Grosz entdeckt tatsächlich Motorradspuren vor dem Haus. Auf der Suche nach möglichen Zeugen wollen Falke und Grosz einen Immobilienmakler befragen, der Leopold regelmäßig mit Informationen zu den Vorgängen auf der Insel versorgt und der in der Nachbarschaft wohnt. Als sie dort ankommen, steht die Tür seines Hauses offen und der Mann liegt erschlagen in seinem Fitnessraum.
Falke und Grosz versuchen, gemeinsam mit der Inselpolizei den Mord zu untersuchen, doch gestaltet sich dies aufgrund einer zähen Kommunikation recht schwierig. Polizeichef Recker hat zudem gerade nur drei Mitarbeiter zur Verfügung, was seine Möglichkeiten zur Aufklärung der Tat einschränkt. So sind Falke und Grosz größtenteils auf sich selbst gestellt. Grosz befragt zunächst Maike Gerdes. Diese ist zwar verheiratet, hatte aber mit dem Opfer eine Affäre. Sie weiß von Problemen mit dem Bürgermeister, dessen Bauvorhaben mit dem Naturschutz kaum vereinbar sind. Konkrete Anhaltspunkte, die zum Täter führen könnten, finden sich dabei jedoch nicht. Falke kann sich vorstellen, dass der Anschlag auf Leopold und der Mord zusammenhängen, sicher ist er sich aber nicht. Während er mit Leopold allein auf der Insel unterwegs ist, bleibt Grosz allein in Leopolds Hütte. Dort taucht der Motorradfahrer wieder auf und Falke schlägt vor, aus Sicherheitsgründen woanders zu schlafen. Sie mieten sich zu dritt in einem Hotel ein, wo Leopold versucht, an die alten Zeiten mit Falke anzuknüpfen. Doch dieser weist sie zurück und schickt sie aus seinem Zimmer. Ihm missfällt es, dass sich Leopold ständig in seine Ermittlungen einmischt und überall eine Verschwörung wittert. Ihrer Meinung nach wurde der Makler umgebracht, weil er zu viel wusste, und deshalb sei man auch hinter ihr her. Sie verstehe nicht, dass Falke das nicht erkenne. Um den Namen des Immobilienspekulanten zu erfahren, der dabei ist, auf der Insel alles aufzukaufen und der bisher nur anonym aufgetreten ist, setzen sie das Stadtratsmitglied Lohmann unter Druck, dem sie am Ende Vorteilsnahme nachweisen können. Dieses Delikt fällt jedoch nicht in den direkten Zuständigkeitsbereich von Falke und Grosz. Daher will Grosz nach Hamburg fahren, um dort mit dem Staatsanwalt das weitere Vorgehen zu besprechen. 
Am nächsten Tag ist Jan Gerdes verschwunden. Seine Frau erklärt, sie habe mit ihm am Vorabend über ihr Verhältnis mit dem Makler gesprochen, weil sie der Meinung war, sie müsse ihn endlich darüber aufklären. Gerdes wird spät am Abend in seiner Firma gefunden, wo er sich aus Verzweiflung betrunken hat und nun randaliert. Falke kann ihn beruhigen und nach einer Weile gesteht er ihm, vor ein paar Tagen Leopold bedroht zu haben. Er habe ihr nur ein wenig Angst machen wollen, weil sie überall herumgeschnüffelt habe, was für seine Baufirma nicht gut sei. Aber Leopold habe ihn gar nicht ernst genommen und sogar ausgelacht. Gewürgt habe er sie nicht, das habe sie sich ausgedacht.
Der Grund für die Reise Groszs nach Hamburg war eine Unterredung nicht mit dem Staatsanwalt, sondern mit einem früheren Arbeitskollegen Leopolds. Sie will mehr über die Frau erfahren, die so verbissen ihrer Story nachjagt, dass sie dabei womöglich auch über Leichen geht. Journalist Peters bestätigt ihr, dass Leopold mit Vorsicht zu genießen sei und seiner Meinung nach schizophrene Züge habe. Das erkennt mittlerweile auch Falke und stellt sie zur Rede. Sie meint nur, sie habe etwas machen müssen, schließlich habe er ja nicht kommen und ihr helfen wollen. Auch als sie danach den Makler um Hilfe gebeten habe, sei es ähnlich gewesen. Auch er habe sie nicht ernst genommen. Indirekt gibt sie damit den Mord zu. Enttäuscht von allen rennt Leopold ins Watt. Falke folgt ihr und versucht, sie vor der eintretenden Flut zu retten. Im Rahmen einer nächtlichen Rettungsaktion findet Grosz Falke und die regungslose Leopold neben ihm am Strand. Die Kommissare schließen letztlich das leerstehende Haus Leopolds ab.

## Hintergrund
Der Film wurde vom 7. November 2019 bis zum 9. Dezember 2019 in Winsen, Hamburg und Umgebung, Norddeich sowie vor allem auf Norderney gedreht. Schauplatz der Handlung ist nahezu ausschließlich die ostfriesische Insel Norderney. Die Filmmusik wurde eingespielt von der NDR Radiophilharmonie, der Dirigent war Christian Schumann.

## Rezeption

### Einschaltquoten
Die Einschaltquote für diese Folge lag bei 10,96 Millionen Zuschauern, was einem Marktanteil von 30,4 Prozent entspricht. Die Sehbeteiligung der 2,62 Millionen großen Gruppe der 14- bis 49-Jährigen betrug 26,1 Prozent.

### Kritiken
Thomas Gehringer meinte beim Der Tagesspiegel nur kurz: „Tatort: Tödliche Flut“ ist ein Psychodrama mit einer großartigen Franziska Hartmann.
Bei tittelbach.tv wertete Volker Bergmeister anerkennend: „Tödliche Flut“ ist „ein Krimi, der auf klassische Spannungselemente baut, durch eine starke Figurenzeichnung besticht und von der Konstellation Falke zwischen zwei Frauen (stark: Franziska Hartmann) sowie dem gelungenen Spiel mit der Landschaft lebt.“
Christian Buß schrieb für den spiegel.de:  „‚Tödliche Flut‘ ist […] ein bisschen anders als andere Küsten-Krimis. Der Film wirkt weniger wie ein Werbespot für eine herbe Biermarke, eher wie ein Horrorfilm. Ein bisschen fühlt man sich an Jacques Tourneurs I Walked With a Zombie erinnert, die Mutter aller Inselschocker aus dem Jahr 1943, die von Voodoozauber in der Karibik erzählt. Wie Schlafwandler wankt Falke der entflammten Reporterin über die zerklüftete Insel hinterher – und wacht auf einmal im Watt auf, als die kalte schwarze Flut hochkommt. Voodoo in Ostfriesland, das geht hier tatsächlich ganz gut auf.“
wiewardertatort.de urteilte sehr negativ: „Der Kriminalfall [gestaltet sich] wenig dynamisch und ziemlich blutleer, und auch aus dem rauen Nordsee-Setting, das in der kalten Nebensaison eine bedrückende Tristesse ausstrahlt, mögen die Filmemacher kaum erzählerischen Mehrwert zu generieren. Über Land und Leute erfahren wir wenig, über das halbe Dutzend an Nebenfiguren auch nicht.“ „Tödliche Flut ist vielmehr der schwächste Falke-Tatort nach dem missglückten Zombie-Krimi Böser Boden – und das liegt nicht allein daran, dass der einfallslose Filmtitel bereits als Spoiler auf das künstlich überhöhte, ja fast unfreiwillig komische Finale im Wattenmeer gewertet werden kann, das mit seinen logischen Lücken wohl der größte Schwachpunkt dieses Krimis ist.“
Auch Matthias Dell von zeit.de meinte skeptisch: „‚Tödliche Flut‘ präsentiert ein durchaus anregendes Setting, um sich dann aber doch nicht richtig entscheiden zu können für eine Geschichte, die sich daraus ergibt.“ „Franziska Hartmann spielt das Poröse der Imke-Figur anfangs durchaus interessant – wie jemanden, der gewohnt ist, anderen peinlich zu sein, das aber immer erst im Nachhinein mitbekommt.“ „Aber auch hier erschöpfen sich die Gesten bald, weil der Soundtrack kaum moduliert.“ Fazit: „Manches [ist zwar] hübsch, aber die Sache alles in allem etwas ungeschliffen.“
Elmar Krekeler schrieb bei welt.de: „Franziska Hartmann ist Imke. Und sie macht einen fertig. Man will sie schütteln, will sie loswerden, schafft es aber nicht. Nur etwas, abgesehen vom herrlich sinfonischen Horrorscore, ist größer als sie. Die Landschaft. Die Bäume. Das Licht. Die Wellen. Das Watt. Nichts davon ist so tapetig, wie es die Berge beim Bergdoktor sind. Alles hat Größe und Fremdheit und Schönheit. Will man sofort hin. Notfalls um zu sterben. Oder Imke zu treffen.“